# Het getal van Dunbar

Het getal van Dunbar (Engels: Dunbar's number) is de vermeende cognitieve grens aan het aantal individuen waarmee een persoon een stabiele, sociale relatie kan onderhouden. Dit axioma werd in 1993 gepostuleerd door de Engelse antropoloog Robin Dunbar.
Dunbar kwam aan een gemiddeld maximumaantal van ongeveer 148 (meestal wordt 150 aangehouden) personen met wie een mens een bepaalde relatie kan onderhouden, onder de voorwaarde dat alle deelnemers hun best doen om tot die kring te behoren. Om tot dit getal te komen deed hij samen met een groep antropologen onderzoek naar de werking van sociale groepen bij 36 niet-menselijke primaten, waaruit hij een wiskundige formule formuleerde. Vervolgens extrapoleerde Dunbar zijn bevindingen naar de mens, waarbij hij rekening hield met de grotere neocortex van onze primaatsoort. Ook deed hij onderzoek naar de geschatte grootte van prehistorische stammen en constateerde daar een bevestiging van zijn getal van 150. Voorwaarde is wel dat de leden intensief met elkaar omgaan, in elkaars fysieke nabijheid verkeren en onder grote overlevingsdruk staan: het is moeilijk om te overleven en de leden hebben elkaar daarbij nodig.